# George Schiller

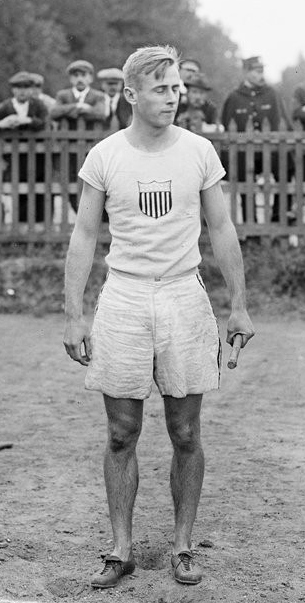
George Schiller, 1920

George Schiller (George Sylvester Schiller; * 3. Juli 1900 in Los Angeles; † 24. Dezember 1946 ebd.) war ein US-amerikanischer Sprinter, der sich auf den 400-Meter-Lauf spezialisiert hatte.
Bei den Olympischen Spielen 1920 in Antwerpen wurde er Vierter in der 4-mal-400-Meter-Staffel und erreichte über 400 m das Halbfinale.
Seine persönliche Bestzeit über 440 Yards von 48,8 s (entspricht 48,5 s über 400 m) stellte er am 26. Juni 1920 in Pasadena auf.